# Botka Andor
Névedi Botka Andor Ferenc Tódor (Kéttornyúlak, 1884. június 23.–Budapest, 1929. november 10.), a nagykanizsai járás főszolgabírája, Zala vármegye nemesi pénztárának tagja.

## Élete
Az ősrégi nemesi származású névedi Botka családnak a sarja. Apja névedi Botka Mihály (1854–1891), megyebizottsági tag, földbirtokos, anyja névedi Botka Paula (1859–1940). Az apai nagyszülei névedi Botka Imre (1826–1879), földbirtokos, és nedeczei Nedeczky Emma (1833–1866) voltak. Az anyai nagyszülei névedi Botka János (1828–1908), 1848-as honvédszázados, a keszthelyi 48-as párt díszelnöke, a kapornaki járás alszolgabírója, a Zala vármegye törvényhatósági bizottságának a tagja, a Zala megyei Honvédegylet tagja, földbirtokos, és gyulai Gaál Matild (1837–1921) voltak. Az apai nagyapai és az anyai nagyapai dédszülei névedi Botka János (1795–1843), földbirtokos, és nedeczei Nedeczky Franciska (1803–1882) voltak. Az anyai nagyanyai dédszülei gyulai Gaál Károly Erazmus (1808–1840), táblabíró, földbirtokos és a tekintélyes boldogfai Farkas családból való boldogfai Farkas Franciska (1813–1895) asszony voltak. Fivére névedi Botka Lajos (1883–1938), földbirtokos, Zalavármegye nemesi pénztárának a tagja. Az apai nagyanyai dédszülei nedeczei Nedeczky Lajos (1800–1841), főszolgabíró,  Zala vármegye helyettes alispánja, földbirtokos, és nemeskéri Kiss Emma (1813–1856) voltak.
Botka Andor jogi tanulmányai befejezése után Zala vármegye szolgálatába állt. 1908. május 11-étől 1908. júniusáig a balatonfüredi járáson, 1908. júniusán a novai járáson, 1908. júniusától 1916.-áig a tapolcai járáson szolgabírókényt tevékenykedett. 1616. áprilisán a pacsai járás szolgabírója lett. 1917. szeptemberében Zala vármegye főispánja Botka Andor zalaszentgróti szolgabírót tiszteletbeli főszolgabíróvá nevezte ki. Közben, 1917-1918-ban, Sághváry Jenő betegsége idején megbízták a tapolcai főszolgabírói feladatok ellátásával is. 1919. augusztus 6-án Botka Andor zalaszentgróti főszolgabíró, Skublics Imre népfelkelő főhadnagy és Nagy Ferenc zalacsányi csendőrfelügyelő megjelentek a kehidai csendőrőrsön, hogy a kommunista rezsim bukása után az ottani vörösőröket is leszereljék. Horváth Ferenc vörösőr vezetése alatt Nyikos György, Szántó István és Györke Károly azonban felfegyverkezve várták Botka Andor főszolgabírót és társait. Fegyverük átadását megtagadták, sőt olyannyira ellenségesen léptek fel, hogy azok kénytelenek voltak elvonulni. 1921-től Keszthelyen töltötte be a főszolgabírói tisztet. Itt Karácsony (Unger) Kálmánt váltotta fel. 1923. december 10-étől 1927. február 15-éig a novai járás főszolgabírója 1927. május 1-jén Botka Andort a nagykanizsai járás főszolgabírájává választották meg. A nagykanizsai főszolgabírói tevékenységét hirtelen betegségétől eredendő halála szakította meg 1929. november 10-én.

## Házassága és leszármazottjai
1924. március 24-én Keszthelyen feleségül vette Horváth Lenke Anna (Sümeg, 1892. december 21.) kisasszonyt, akinek a szülei Horváth Ede (1853–1912), királyi ítélőtáblai bíró, a celldömölki járásbíróság vezetője, és hetényi Hetényi Matild (1861–1916) voltak.
 Az anyai nagyszülei Hetényi Ferenc, mérnök, valamint várbogyai és nagymádi Bogyay Mária voltak. Botka Andor és Horváth Lenke frigyéből született:
- névedi Botka Éva.